# Josephsburg (metropolitana di Monaco di Baviera)
Josephsburg è una stazione della metropolitana di Monaco di Baviera inaugurata il 29 maggio 1999.
È servita dalla linea U2, ed ha due binari.